# Верчеллоне, Карло
Карло Верчеллоне (итал. Carlo Vercellone; 1814, Биелла, Пьемонт — 19 января 1869, Рим) — итальянский учёный-богослов, библеист.

## Биография
В 1829 году вступил в конгрегацию варнавитов в Генуе. Изучал философию в университете Турина и богословие в Риме. Впоследствии преподавал теологию в Алессандрии, Турине, Перудже и Парме.
В 1847 году был назначен президентом Коллегии варнавитов в Риме. Одновременно был обвинителем, прокурором, а затем и главой своего ордена, а также занимал различные должности в нескольких римских конгрегациях вплоть до своей смерти.

## Творчество и научная деятельность
Известен своей критикой библейских текстов, которой посвящены оба его главные сочинения: «Vаriае lectiones vulgatae latinae editionis Bibliorum» (Рим, 1860—1864, 2 т.) и «Dissertazioni accademiche di vario argumento» (1864).
Его первой публикацией было издание в 1857 году 5-томной рукописи Священных текстов Ватикана, подготовленной кардиналом А. Маем под эгидой Льва XII и напечатанной с 1828 по 1838 г., к которой он добавил в качестве предисловия письмо к читателю.
По поручению римской кypии К. Верчеллоне обработал новое официальное издание Вульгаты (Рим, 1861). Отредактировал девять брошюр кардинала Гердила об Иерархии Церкви.
Папа Римский Пий IX возложил на него издание «Biblia e codice Vaticano» (Рим, 1857).